# Alex Mooney

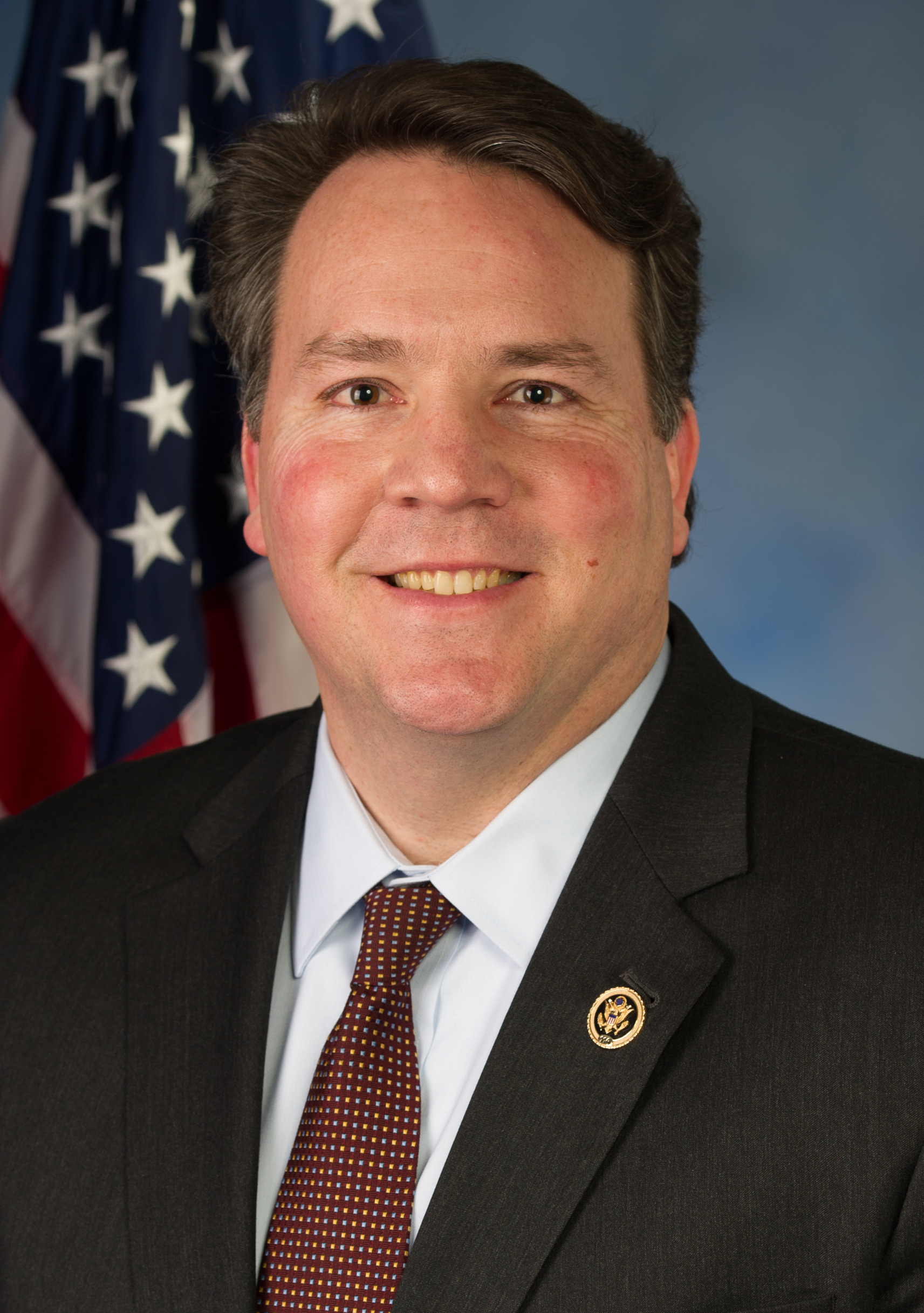
Alex Mooney (2019)

Alexander Xavier „Alex“ Mooney (* 7. Juni 1971 in Washington, D.C.) ist ein US-amerikanischer Politiker der Republikanischen Partei. Von 2015 bis 2025 vertrat er den zweiten Distrikt des Bundesstaats West Virginia im US-Repräsentantenhaus.

## Werdegang
Alex Mooney absolvierte die Frederick High School in Maryland. Anschließend studierte er bis 1993 am Dartmouth College in Hanover (New Hampshire). Als Mitglied der Republikanischen Partei schlug er eine politische Laufbahn ein. 1992 kandidierte er erfolglos für das Repräsentantenhaus von New Hampshire. In den Jahren 1993 bis 1995 gehörte er dem Stab des Kongressabgeordneten Roscoe Bartlett an. Von 1999 bis 2010 saß er im Senat von Maryland; von 2010 bis 2013 leitete er die Republikanische Partei auf Staatsebene. Zwischen 2011 und 2013 gehörte er auch dem Republican National Committee an. Von 2005 bis 2011 war er zudem geschäftsführender Direktor des National Journalism Center.
Bei den Kongresswahlen des Jahres 2014 wurde Mooney im zweiten Wahlbezirk von West Virginia mit 49 zu 47 Prozent der Wählerstimmen gegen den Demokraten Nick Casey in das US-Repräsentantenhaus in Washington gewählt, wo er am 3. Januar 2015 die Nachfolge von Shelley Moore Capito antrat, die in den US-Senat wechselte. Mooney wurde zwischen 2016 und 2022 vier Mal wiedergewählt.
Nach dem Zensus 2020 verlor West Virginia einen Sitz im Repräsentantenhaus, so dass der Wahlkreis von David McKinley mit dem von Mooney zusammengelegt wurde. Der von Donald Trump unterstützte Mooney konnte sich in der Vorwahl im Mai 2022 gegen McKinley durchsetzen. Er trat am 8. November 2022 gegen den Demokraten Barry Wendell sowie die Unabhängige Susan Buchser-Lochocki an, diese Wahl gewann er mit 65,5 % der Stimmen. Bei den Wahlen 2024 trat Mooney nicht für eine Wiederwahl seines Sitzes im Repräsentantenhaus an, um für den Senat zu kandidieren. Dabei unterlag er in der republikanischen Vorwahl Jim Justice. Damit schied Mooney mit dem Ende seiner Legislaturperiode zum 3. Januar 2025 aus dem Kongress aus.

## Ausschüsse
Mooney war Mitglied in folgenden Ausschüssen des Repräsentantenhauses:
- Committee on Financial Services
  - Investor Protection, Entrepreneurship, and Capital Markets
  - Oversight and Investigations